# La Fàbrica - Ricard Bofill Taller d'Arquitectura
Ricard Bofill Taller d'Arquitectura (RBTA) és un equip que agrupa arquitectes, urbanistes i dissenyadors gràfics de 20 països. Fins al 2021 havia realitzat més de 1000 projectes en 40 països diferents.
Va ser fundat per Ricardo Bofill que va ubicar la seu en una antiga fàbrica de ciment reconvertida de Sant Just Desvern, Barcelona, coneguda com ”La Fàbrica”.

## Fundació
Fundada l'any 1963 per Ricardo Bofill, el Taller d'Arquitectura va reunir a un equip multidisciplinari d'arquitectes, enginyers, urbanistes, sociòlegs, escriptors, directors de cinema i filòsofs que buscaven canviar l'arquitectura, fent recerques i buscant alternatives d'habitatges socials. En l'equip inicial estaven Anna Bofill, Salvador Clotas, Ramón Collado, José Agustín Goytisolo, Joan Malagarriga, Manuel Núñez Yanowsky, Dolors Rocamora i Serena Vergano. “L'equip va recuperar l'artesania característica de l'Arquitectura tradicional catalana (Modernisme català), mentre plantejava espais que desafiaven les normes culturals, socials i arquitectòniques del seu temps. El Taller d'Arquitectura Ricardo Bofill pretenia resoldre els problemes urbanístics locals en el context polític i social espanyol de l'època. En el marc d'una metodologia i utilització estandarditzada del Moviment Modern per a la reconstrucció massiva de projectes residencials i urbans després de la Segona Guerra Mundial, el treball del Taller es desmarcava de l'enfocament estàndard, definit pel Congrés Internacional d'Arquitectura Moderna (CIAM). La necessitat de plantejar projectes a gran escala va conduir al Taller a concebre una metodologia rígida però alhora orgànica basada en la formació geomètrica d'elements a l'espai”.

## Principals membres de l'equip

### Ricardo Bofill
L'any 1963 Ricardo Bofill va formar el Taller d'Arquitectura. Des de la seva fundació ha estat Director i President de les diferents oficines de la companyia a arreu del món. Nascut el 1939 a Barcelona, Espanya, va estudiar a l'Escola d'Arquitectura de Barcelona i es va graduar a l'Escola de Ginebra. És membre honorari de AIA, i ha rebut nombrosos premis internacionals pel seu treball. És coautor dels llibres Espaces d'une vie i L'Architecture des Villes.

### Peter Hodgkinson
Hodgkinson és Soci Arquitecte. Es va incorporar a l'equip del Taller l'any 1966. Va néixer a Anglaterra l'any 1940 i es va llicenciar a la Architectural Association de Londres. Ha publicat articles en un gran nombre de revistes especialitzades com: AR, AD, Record, etc., i participant com a conferenciant convidat a: Austràlia, Sud-àfrica, Anglaterra, França, Holanda o Escòcia,.
Implicat en diferents tipologies de projectes, ha desenvolupat especialment projectes d'infraestructura del transport, especialment aeroports, adquirint considerable experiència en la resolució de problemes funcionals que impliquen fluxos i circulacions complexes.

### Jean-Pierre Carniaux
Carniaux és Soci Arquitecte. Es va incorporar a l'equip del Taller l'any 1976 i passant a dirigir el despatx que la companyia tenia a Nova York en 1986. Va néixer a França l'any 1951 i va estudiar Matemàtiques a la Universitat de París i Arquitectura al Massachusetts Institute of Technology.
El treball de Jean-Pierre Carniaux durant els últims 15 anys abasta des del disseny del Teatre Nacional de Catalunya, una operació urbana de 240.000 m², l'Antigone a Montpeller i la seu social de Shiseido a Tòquio, fins al disseny de flascons de perfum per a Christian Dior. Jean-Pierre Carniaux ha participat en projectes com el nou aeroport de Barcelona, un gratacel de 50 plantes a Chicago, i el Palau de Congressos de Madrid. El seu treball l'ha portat a Moscou, París, Nova York, Mont-real, Tòquio, i moltes altres ciutats d'Europa.

## La Fàbrica
La transformació de la fàbrica de ciment en l'estudi del Taller d'Arquitectura va suposar un procés de destrucció basat en la creació d'espai. Nombrosos elements i estructures de l'antiga planta industrial van ser dinamitats, deixant al descobert formes amagades. Bofill començà la remodelació d'una antiga fàbrica de ciment als afores de Sant Just Desvern l'any 1973 amb la voluntat de crear un edifici amb un "suplement d'ànima", una metamorfosi d'un edifici d'oficines o habitació particular en obra d'art.
El que actualment queda d'aquesta intervenció és "un híbrid—Memòria i Futur", com ho anomena Bofill. Les vuit sitges que es van conservar alberguen actualment l'estudi i les oficines del Taller, sales de reunió i la residència privada de Ricardo Bofill, a més d'un espai de grans dimensions conegut com ”La Catedral", utilitzat per a la celebració de concerts, exposicions i nombroses activitats relacionades amb l'arquitectura.
Ricardo Bofill va afrontar la construcció de La Fàbrica com un desafiament, com un manifest, una declaració d'intencions, seva i de la resta de l'estudi; "a l'arquitectura no hi ha causes perdudes". Es va construir pensant en la natura com a element determinant per a crear aquesta atmosfera postindustrial que fascinava a Bofill, un "cementiri de formigó" engolit per la naturalesa de l'entorn.
Una vegada definits els espais, nets de ciment i envoltats per un gran jardí, calia inventar un nou programa funcional. El projecte representa pràcticament la negació del funcionalisme: la funció no condicionava la forma, demostrant que a qualsevol espai se li pot donar la funció que l'arquitecte decideixi donar-li. Es va voler preservar la combinació entre runes i claustre. Es va rehabilitar l'espai amb la referència dels pobles del desert, convertint cada una de les vuit sitges en una unitat d'habitatge diferenciada. Es va conservar tota l'estructura original de la fàbrica, per tal d'aconseguir aquesta fusió entre l'arquitectura i el propi llegat de l'entorn
El projecte de renovació va incorporar diversos llenguatges arquitectònics; elements del Neogòtic Català i del Surrealisme que reflecteixen el passat industrial de l'edifici, i es van acabar les obre l'any 1975, dos després d'haver-les començat.

## Enfocament

### Enfocament general
L'específica metodologia de disseny, aplicada i formalitzada per l'equip durant els últims 50 anys, se centra en el diàleg entre l'arquitecte, els promotors locals i els equips locals. Bofill defensa la importància d'involucrar tots els participants al llarg de tot el procés, des dels primers esbossos fins a la construcció del projecte. Els treballs del Taller es defineixen per les necessitats i els desitjos dels seus habitants i usuaris. Aquest particular enfocament permet als membres del Taller abordar tots els projectes, tant els projectes privats d'escala domèstica, com els projectes urbanes a gran escala, amb el mateix rigor.
Una constant en els projectes de Ricardo Bofill Taller d'Arquitectura, al marge de la seva ubicació, dècada o tipologia —és el que la companyia anomena ‘Memòria-Futur.’ "Els seus treballs emanen del passat, fan referència a la història local, a les composicions clàssiques, i/o els mètodes de construcció tradicional, mentre projecten i innoven des del punt de vista estilístic i programàtic per respondre a les necessitats i els desitjos de les persones/comunitats que han d'habitar o utilitzar aquests espais. El present, el disseny d'aquests espais, combina la retrospecció i la prospecció —Memòria–Futur».
La utilització de la perspectiva històrica en tots els seus projectes permet a l'equip aprofundir en l'anàlisi i la contínua interpretació de les cultures locals i del seu patrimoni arquitectònic. Contràriament als models de planificació Socialistes i Corbusians (Le Corbusier), el Taller d'Arquitectura defensa el model de ciutat mediterrània. Aquest model, definit per una trama d'espais públics, connecta de manera proporcional carrers i places. “La Ciutat Mediterrània” a més una síntesi interregional, una regió de regions interrelacionades. Les profundes interaccions culturals, socials i materials subratllen la dimensió cosmopolita del Mediterrani”.
En el seu llibre ”Espai i vida” Ricardo Bofill afirma, ”és imprescindible recuperar la disciplina desenvolupada durant el Renaixement—el disseny urbà. Personalment, defenso una estratègia de creixement urbà degudament planificat, controlat, organitzat (…) el meu treball s'ha guiat sempre pels mateixos principis—projectar una ciutat d'acord amb les idees d'Ildefons Cerdà, l'enginyer que va dissenyar la magnífica trama del districte de Barcelona conegut com l'Eixample. L'extensió urbana ha de tenir els seus límits; el seu creixement de forma lineal no hauria de servir per annexar altres ciutats. El disseny urbà hauria de reintroduir-se en els districtes existents, preservant i renovant certes àrees, per convertir-les en autèntiques comunitats amb carrers, places i façanes urbanes”.
La idea recurrent de la barreja de funcions a la ciutat i que es tradueix en el que l'equip anomena ”urbanisme integrat”, confirma la forta convicció dels membres del Taller que una ciutat pertany i ha de ser compartida de la mateixa manera per totes les classes socioeconòmiques.

### Anys 60 a 70 (Regionalisme Crític)

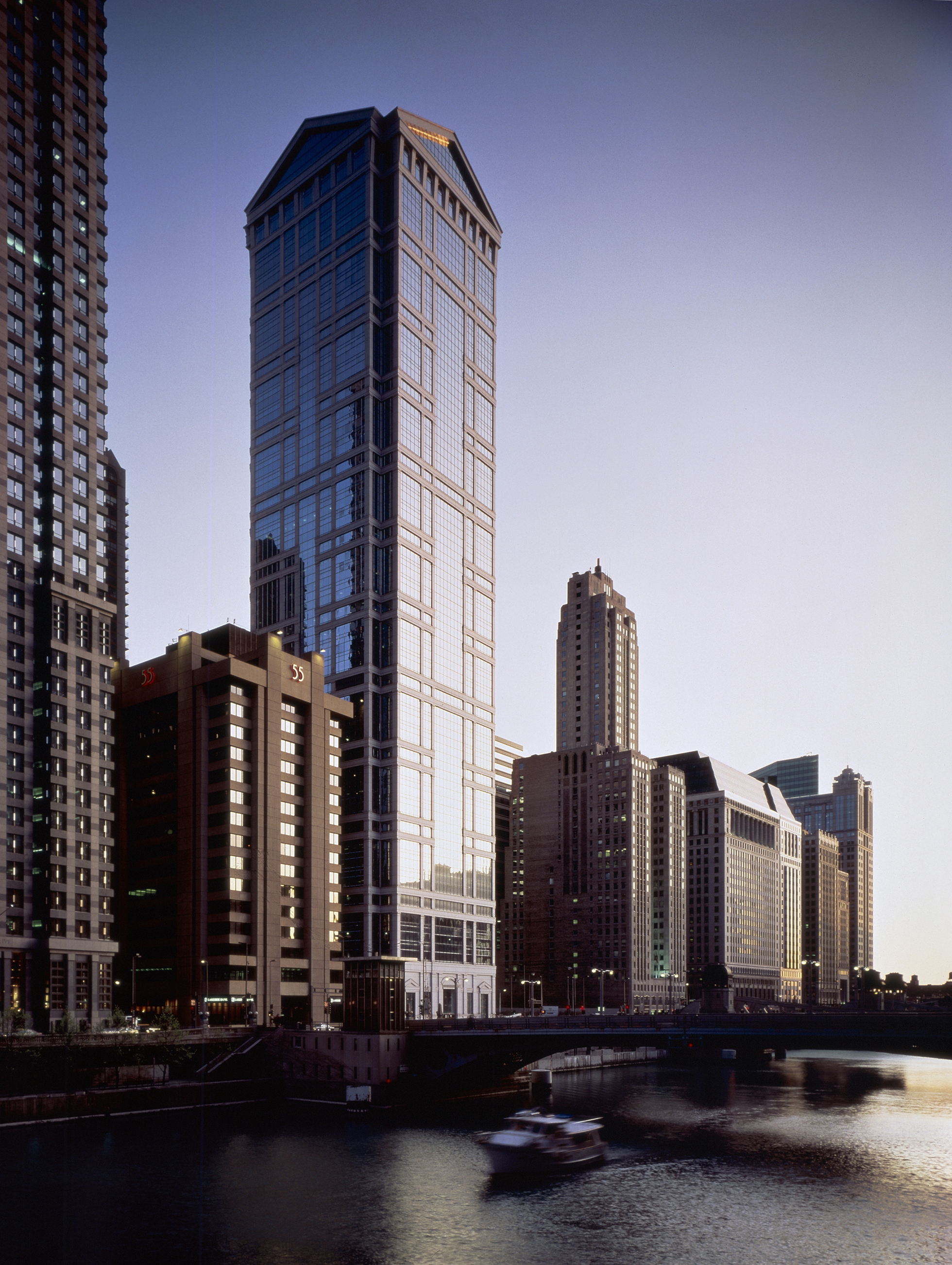
Ricardo Bofill Taller d'Arquitectura United Continental Headquarters, Chicago

Els primers treballs del Taller estan inspirats en l'arquitectura vernacla, i en l'arquitectura tradicional catalana, com es manifesta en el projecte de Bofill residència a Eivissa Arxivat 2014-04-15 a Wayback Machine., una casa unifamiliar al costat del mar que utilitza materials i sistemes de construcció locals. Aquesta estratègia arquitectònica aplica una lògica geomètrica dirigida a l'organització dels elements a l'espai. Desenvolupada inicialment de forma teòrica en el projecte The City in Space Arxivat 2014-04-15 a Wayback Machine., l'enfocament formal es va manifestar de manera concreta en 1975 amb la construcció del projecte d'habitatges socials Walden 7. Aquest complex d'apartaments distribueix 446 unitats residencials en 14 plantes, maximitzant tant l'escala com la complexitat estructural. En un article per Architectural Design, Vincent Scully descrivia el Walden 7 com un edifici d'apartaments salvatgement expressionista, part Gaudí, part Archigram. La repetició de mòduls a l'espai, amb microterrasses privades connectades per patis públics, va suposar el replantejament de l'habitatge social.
El Castell Kafka, construït l'any 1968, està localitzat a Sant Pere de Ribes, Espanya. El projecte és un homenatge a Franz Kafka. Més enllà d'un desenvolupament sobre el terreny, el plànol i el context, Bofill va implementar una sèrie d'equacions matemàtiques que van generar la distribució dels 90 apartaments, així com l'emplaçament de l'edifici. Malgrat això, el Castell de Kafka comparteix algunes similituds programàtiques amb els típics edificis d'apartaments espanyols. Els cubs prefabricats s'assemblen sobre la base de dues equacions matemàtiques que generen la seva posició en relació amb els nuclis de circulació vertical. La Muralla Roja, construïda l'any 1973, el projecte que desenvolupa els estudis de l'equip sobre la manifestació orgànica de la forma, la imposició de criteris i condicions definides pel lloc. El color defineix cadascuna de les funcions estructurals, servint de localitzador espacial per a aquest edifici laberíntic. Malgrat la seva estètica constructivista, La Muralla Roja és una clara referència a les arrels arquitectòniques mediterrànies, especialment a les torres de tova del nord d'Àfrica i a la casba.
El prototip experimental Xanadu reflecteix la teoria desenvolupat per l'equip de la ciutat jardí a l'espai. L'edifici recrea la forma del Penyal de Ifach que s'albira des de les seves finestres. El seu disseny incorpora detalls de l'arquitectura vernacla local en les seves baranes corbes, en els elements de la coberta, combinant principis moderns amb una estètica tradicional.
A principis dels anys 70, El Taller va iniciar la seva col·laboració amb el Govern d'Algèria per a qüestions relacionades amb la planificació urbana i l'habitatge. Aquesta primera col·laboració va culminar dos anys més tard amb la construcció al sud-est del país del projecte d'habitatges Houari Boumédienne Agricultural Village Arxivat 2014-12-03 at Archive.is.

### Anys 70 a 80 (Classicisme Modern)
Al mateix temps que els equips d'Espanya i Algèria, l'any 1971 es va consolidar un equip a París per a projectar les noves ciutats (“Villes Nouvelles”). Va ser llavors quan la seu de la companyia es va traslladar a París, per concentrar-se en la construcció industrialitzada d'habitatge social i en el disseny urbà. Durant aquest període El Taller va incorporar en tots els seus projectes urbans elements simbòlics amb clares referències a l'arquitectura monumental francesa. Bofill va considerar la necessitat de dissenyar un tipus de façana permanent i integral amb, pilastres, frontons, cornises i balustrades.
En el llibre Memory-Future, El Taller justifica la utilització de les proporcions i les formes clàssiques per la possibilitat que li ofegreix d'aprofundir sobre l'articulació entre la memòria històrica i la llibertat creativa. Amb aquest objectiu ha creat un manual, una gramàtica i un llenguatge aplicat a la composició arquitectònica, ”reescrivint “el vocabulari clàssic d'occident.
Les propostes d'habitatges urbans, La Petite Cathédrale Arxivat 2015-01-23 a Wayback Machine. i Els Espaces D' Abraxas Arxivat 2015-01-23 a Wayback Machine., representen el compendi d'idees sobre l'habitatge social integrades en aquests monuments habitats. Els Espaces d'Abraxas explora també la manipulació de les formes clàssiques de la architectura.
La construcció simultània de quatre projectes REF – Les Arcades du Lac and Le Viaduc in Saint-Quentin-en-Yvelines, Le Palais d'Abraxas, Le Théâtre, i L'Arc in Marne-la-Vallée, Les Echelles du Baroque a Paris, i l'Antigone a Montpeller – marca un dels períodes prolífics del Taller. Construït al llarg de dues dècades, el districte Antigone a Montpeller inclou de 400.000m2 construïts repartits en diferents usos. El pla mestre a gran escala és típicament mediterrani. “Utilitzant l'arquitectura clàssica per donar-li una escala i proporcions humanes, l'Antigone pretén trencar amb la monotonia de la construcció prefabricada per generar un “palau per a la gent”. El projecte replanteja i reconstitueix el llenguatge clàssic aplicat a les tècniques modernes de construcció industrial amb formigó arquitectònic, assemblat peça per peça d'una manera harmònica però alhora sistemàtica com als antics edificis clàssics”.

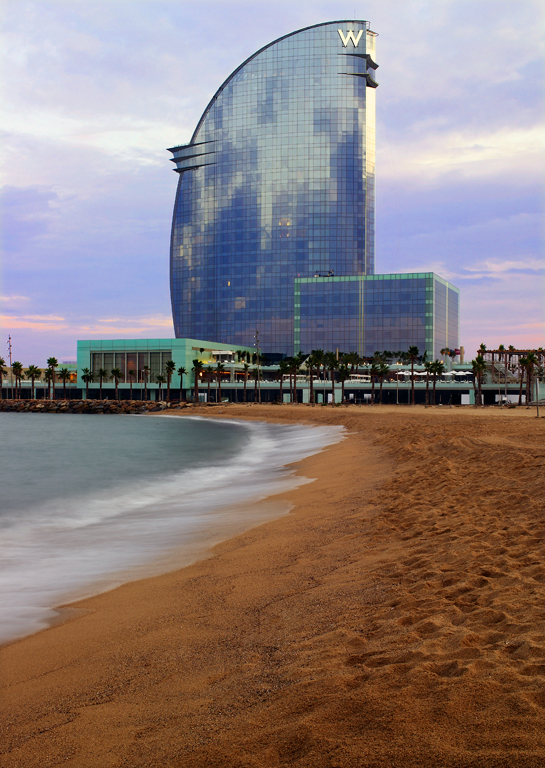
W Hotel Barcelona per Ricardo Bofill

### Dels 90 a l'actualitat (Urbanisme Integrat)
Ricardo Bofill explica que el treball del seu equip es basa tant “en un model mediterrani i un urbanisme europeu de continuïtat urbana com en el model urbà americà construït a força de peces separades, com en el resultat de la combinació de tots dos. Al mateix temps, El Taller ha estat capaç de superar l'escala del barri per ampliar-la a l'escala de la ciutat. Cada ciutat, com cada individu, té la seva pròpia identitat i personalitat: est és l'element principal que defineix el seu propi projecte urbà”.
El Taller treballa amb els responsables municipals, amb les autoritats de cada país i amb els promotors privats per contribuir a replantejar el creixement de la ciutat a través de la planificació urbana. En concret, El Taller va participar en concursos per a la realització de masterplans com Boston Central Artery Arxivat 2013-09-27 a Wayback Machine., resultat de el “Big Dig”; l'any 2012 Moscow Agglomeration's Extension Arxivat 2015-01-23 a Wayback Machine., projecte que plantejava desplaçar els ministeris fora del Kremlin i que doblava l'extensió de la ciutat. Recentment, ha treballat en el projecte “Dallas' Connected City Design Challenge”, amb objectiu de regenerar el centre de la ciutat de Dallas i connectar-ho amb el parc del riu Trinity.
El Taller d'Arquitectura utilitza el disseny urbà com “linstrument per a l'organització espacial d'acord amb la gran tradició clàssica italiana i francesa, on la mescla de funcions genera la forma de la ciutat. Un carrer, una plaça, un parc, són elements essencials del projecte. La mescla de funcions i una nova teoria sobre la centralitat són determinants en el disseny urbà del Taller”. Projectes significatius en ciutats europees són l'expressió física d'aquests estudis. Els Jardins del Turia a València, Espanya La Porti, situat en el Plateau Kirchberg de Luxemburg i El Crescent, en el front marítim de Salern, Itàlia, són centres urbans moderns amb l'esquema clàssic de mescla de funcions de les ciutats grecorromanas.
L'equip aplica aquesta mateixa filosofia en tots els continents, però el seu disseny s'inspira en el genius loci de la cultura local. A Tòquio, el Kawazaki Plaza, és un centre comercial que incorpora una estació de metro amb bescanviador. El seu disseny depurat i modern és un reflex estilístic del ràpid desenvolupament cultural del país i l'obsessió dels seus habitants per la tecnologia. Com a contrapunt, el projecte per a la Universitat Politècnica Mohammed VI, recupera els materials tradicionals de l'arquitectura islàmica, formes i elements decoratius de la tradició marroquina, però els transforma a través d'un projecte modern en les seves proporcions i distribució del programa. El disseny d'aquest equipament universitari posa en evidència la seva vocació de promoure la innovació dins de la seva pròpia cultura i societat.
Des dels anys 80 i els 90, gran part del treball de Ricardo Bofill Taller d'Arquitectura es desmarca del Regionalisme Crític pel qual la companyia es va donar a conèixer. Malgrat la utilització de sistemes i materials moderns i de l'aplicació de criteris d'eficiència en els seus projectes, El Taller manté l'ús de les proporcions clàssiques en la composició.
77 West Wacker Drive, construït l'any 1992 i actualment la seu de United Airlines a Chicago, va ser dissenyat com un temple grec allargat en forma de gratacel. La torre manté tots els elements de la columna clàssica —formant una base, fust i capitell. La seu de BNP Paribas, a París, manté també la forma clàssica d'un temple, però està construïda enterament amb vidre i acer.
Molts dels recents projectes del Taller mantenen les proporcions clàssiques però destaquen la seva vocació cultural, tecnològica i funcional. La seu de Shiseido, al cor del districte de Ginza, a Tòquio, es va projectar per reflectir tant la identitat de la marca com la construcció tradicional japonesa. A Barcelona, el W Hotel Barcelona, popularment conegut com “El Vela” també combina la identitat de la marca de l'operador amb la cultura mediterrània.
A través de l'ús del vidre i de l'acer en el seu disseny, Terminal 1 Arxivat 2011-03-24 a Wayback Machine. de l'Aeroport de Barcelona, maximitza la funcionalitat i l'eficiència energètica, requisits imprescindibles en aquest tipus d'infraestructura del transport.
Tot i que el Taller d'Arquitectura dissenya i desenvolupa tota mena de projectes, des de masterplans fins a residències de luxe, l'interès principal de la companyia i de l'equip segueix sent l'habitatge social que continua projectant a tot el món. El Taller segueix utilitzant els sistemes de construcció prefabricada per produir un gran nombre d'habitatges i aplicant la “composició clàssica per evitar la monotonia de la prefabricación”, com en The Hague’s Monchyplein Arxivat 2015-02-16 a Wayback Machine..

## Selecció de Projectes
- SEU DESIGUAL, Barcelona, Espanya. Construït l'any 2012
- W HOTEL, Barcelona, Espanya. Construït l'any 2010
- CENTRE DE CONGRESSOS KONSTANTINOVSKY, Sant Petersburg, Rússia. Projecte de l'any 2009
- HOTEL SHANGRILA. Beijing, Xina. Espanya. Construït l'any 2008
- FUNCHALCENTRUM, Funchal, Illa de Madeira, Portugal. Construït l'any 2007
- LAZONA, Kawasaki, Japó. Construït l'any 2006
- PALEXCO CENTRE DE CONGRESSOS I CONVENCIONS, la Corunya, Espanya. Construït l'any 2010
- ATRIUM SALDANHA, Lisboa, Portugal. Construït l'any 1998
- FNAC ILLA DIAGONAL, Barcelona, Espanya. Construït l'any 1996
- TENDES STEFANEL, Roma, Milà, Torí, Bolonya i Rímini, Itàlia. Construït l'any 1994
- CENTRE DE CONGRESSOS DE MADRID, Espanya. Construït l'any 1993
- HOTEL MERCURE, Montpeller, França. Construït l'any 1992
- UNITED ARROWS, Tòquio, Japó. Construït l'any 1992
- DOMAINE CHATEAU LAFITE-ROTHSCHILD, Pauillac, França. Construït l'any 1986

### Oficines
- TOMORROW PLAZA, Shenyang, Xina. Projecte en construcció.
- KARLIN HALL, Praga, República Txeca. Construït l'any 2013
- SIGNATURE TOWER III, Gurgaon, Índia. Projecte de l'any 2012
- CORSO II, Praga, República Txeca. Construït l'any 2013
- LA PORTE, Luxemburg. Construït l'any 2005
- COMPLEX D'OFICINES DEL PARK LOGISTICS, Barcelona, Espanya. Construït l'any 2002
- SEU CARTIER, Paris, França. Construït l'any 2002
- CITADEL CENTRE, Chicago, USA. Construït l'any 2003
- NEXUS II, Barcelona, Espanya. Construït l'any 2002
- SHISEIDO PARLOUR, Tòquio, Japó. Construït l'any 2001
- CORSO KARLIN, Praga, República Txeca. Construït l'any 2000
- KARLIN PALACE, Praga, República Txeca. Construït l'any 1999
- 180 NORTH LASALLE, Chicago, USA. Construït l'any 1999
- CASABLANCA TWIN CENTER, Casablanca, el Marroc. Construït l'any 1998
- BANC PARIBAS, Paris, França. Construït l'any 1997
- SEU AXA, Paris, França. Construït l'any 1999
- AOYAMA PALACIO, Tòquio, Japó. Construït en 1998
- LABORATORIES HUBBER, Barcelona, Espanya. Construït l'any 1993
- HOTEL COSTES K, Paris, França. Construït l'any 1993
- G.A.N. ASSEGURANCES, Paris, França. Construït l'any 1992
- SEU CHRISTIAN DIOR, Paris, França. Construït l'any 1992
- UNITED BUILDING, Chicago, USA. Construït l'any 1992
- SEU DEL TALLER D'ARQUITECTURA, Paris, França. Construït l'any 1991
- DECAUX, Paris, França. Construït l'any 1991
- SEU SWIFT, La Hulpe, Bèlgica. Construït l'any 1989
- SEU ROCHAS, Paris, França. Construït l'any 1987
- SEU RICARDO BOFILL TALLER D'ARQUITECTURA, Sant Just Desvern, Espanya. Construït l'any 1975

### Infraestructures del Transport
- T1 AEROPORT DE BARCELONA. Espanya. Construït en 2009
- ESTACION MARITIMA, Savona, Itàlia. Construït en 2003
- MODULO 5 AEROPORT DE BARCELONA. Espanya. Construït en 2003
- AMPLIACION AEROPORT DE MALAGA, Espanya. Construït en 2000
- AMPLIACION AEROPORT DE BARCELONA, Espanya. Construït en 1992
- ESTACION AVE BOLONYA, Itàlia. Projecte 1993-1998

### Disseny Urbà
- FRONT MARÍTIM SALERN, Salern, Itàlia. En construcció
- MOSCOW AGGLOMERATION, Rússia. Concurs 2013
- VILLAREAL DE SANTO ANTONIO, Portugal. Projecte de l'any 2011
- MICRORAYON BIBIREVO, Moscou, Rússia. Projecte de l'any 2009
- NOVA BOCANA DEL PORT DE BARCELONA, Espanya. Construït l'any 2009
- COLOMBO’S RESORT, Illa de Porto Sant, Portugal. Projecte 2001-2007
- PORT DE SAVONA, Itàlia. Construït l'any 2005
- MONCHYPLEIN, l'Haia, Holanda. Construït l'any 2004
- ANTIGONE, Montpeller, França. Construït l'any 1999
- SANT JUAN DE PUERTO RICO. Projecte de l'any 1999
- LA PLACE DE L'EUROPE, Luxemburg. Construït l'any 1998
- PLATEAU KIRCHBERG, Luxemburg. Construït en 1998
- PORT DE KOBE, Japó. Projecte de l'any 1991
- BOSTON ARTERY, USA. Concurs de l'any 1988
- POBLE AGRICOLA HOUARI BOUMEDIENNE, Abadla, Algèria. Construït l'any 1980
- LES HALLES, Paris, França. Projecte de l'any 1975

### Equipaments Culturals i Esportius
- UNIVERSITAT POLITÈCNICA MOHAMMED VI, Benguerir, el Marroc. En construcció
- CENTRE CULTURAL MIGUEL DELIBES, Valladolid, Espanya. Construït l'any 2007
- PISCINA OLÍMPICA, Montpeller, França. Construït l'any 1996
- INSTITUT NACIONAL PER LA EDUCACIÓ FÍSICA (INEF), Barcelona, Espanya. Construït l'any 1991
- SHEPHERD SCHOOL OF MUSIC, Houston, USA. Construït l'any 1991
- L'ARSENAL, Metz, França. Construït l'any 1989
- SANTUARI DE MERITXELL, Andorra. Construït l'any 1977
- TEATRE NACIONAL DE CATALUNYA, Barcelona, Espanya. Construït l'any 1997

### Paisatgisme
- PARC MANZANARES, Madrid, Espanya. Construït l'any 2003
- L'AIRE DES VOLCANS, Clermont Ferrand, França. Construït l'any 1991
- JARDINS DEL TURIA, València, Spain. Acabat l'any 1988
- AIGUERA PARK, Benidorm, Espanya. Construït l'any 1987
- LA MARCA HISPANICA, Le Perthus, frontera França-Espanya. Construït l'any 1976

### Habitatges
- SUPERSHINE UPPER EAST SIDE, Beijing, Xina. Construït l'any 2008
- TORRE DE APARTMENTOS, Savona, Itàlia. Construït l'any 2007
- THE REFLECTIONS, Beijing, Xina. Construït l'any 2007
- MONCHYPLEIN, l'Haia, Holanda. Construït l'any 2004
- PLATINUM TOWER, Beirut, Líban. Construït l'any 2003
- FRONT MARITIM. Barcelona, Catalunya. Construït l'any 2002
- WEIDERT RESIDENCIAL, Luxemburg. Construït l'any 1999
- PA SODER CRESCENT, Estocolm, Suècia. Construït l'any 1992
- LE PORT JUVENAL, Montpeller, França. Construït l'any 1989
- LES ECHELLES DE LA VILLE, Montpeller, França. Construït l'any 1987
- LES TEMPLES DU LAC, St. Quentin en Yvelines, França. Construït l'any 1986
- LES ECHELLES DU BAROQUE, Paris, França. Construït l'any 1985
- BELVEDERE SAINT CHRISTOPHE, Ville Nouvelle de Cergy-Pontoise, França. Construït l'any 1985
- LA PLACE DU NOMBRE D'OR, Montpeller, França. Construït l'any 1984
- LA MANZANERA, Calp, Espanya. Construït l'any 1982
- LES ESPACES D'ABRAXAS, Marne-la-Vallée, França. Construït l'any 1982
- LES ARCADES DU LAC, St. Quentin en Yvelines, França. Construït l'any 1981
- WALDEN 7, Sant Just Desvern, Catalunya. Construït l'any 1974
- BARRI GAUDI, Reus, Catalunya. Construït l'any 1970
- CASTELL DE KAFKA, Sitges, Catalunya. Construït l'any 1968
- EDIFICI D'APARTMENTS NICARAGUA 99, Barcelona, Catalunya. Construït l'any 1965
- EDIFICI D'APARTMENTS BACH 4, Barcelona, Catalunya. Construït l'any 1965
- EDIFICI D'APARTMENTS BACH 28, Barcelona, Catalunya. Construït l'any 1963

### Administració Pública
- GOVERN DE LA REGION LLENGUADOC-ROUSSILLON, Montpeller, França. Construït l'any 1988

## Premis i títols
- 2009: Premi d'Arquitectura Vittorio de Sica, Itàlia
- 2009: Premi “Life Time Achievement” atorgat per The Israeli Building Center
- 1996: Membre Honorari de el “Bund Deutscher Architekter (BDA)” Bonn, Alemanya
- 1995: Doctor Honoris Causa, Universitat de Metz, França
- 1989: Membre de el “Ordre des Architectes Conseil du Brabant», Brussel·les, Bèlgica
- 1989: Premi “Chicago Architecture”, Illinois Council/American Institute of Architects/Architectural Record, Chicago, USA
- 1989: Premi de la “Académie Internationale de Philosophie de l'Art», Berna, Suïssa
- 1985: Membre Honorari de l'“American Institute of Architects”, EUA
- 1984: « Officier de l'Ordre des Arts et des Lettres» Ministeri de Cultura, Paris, França
- 1980: Premi Ciutat de Barcelona a l'Arquitectura per la renovació de la fàbrica de ciment a Sant Just Desvern, Catalunya
- 1979: Nomenat “Architecte Agrée» per «Ordre National des Architectes», Paris, França
- 1978: Premi Internacional atorgat per A.S.I.D. (American Society of Interior Designers), Nova York, EUA
- 1968: Premi Fritz Schumacher, “Honoris causa”, Universitat d'Hamburg, Alemanya